# Iglesia de la Purísima Concepción (Albacete)
La iglesia de la Purísima Concepción o simplemente La Purísima es un templo católico situado en la ciudad española de Albacete.

## Historia
La Purísima Concepción fue una ermita hacia 1705. En 1876 adquirió el rango de parroquia dependiente. La iglesia fue rehabilitada en 1885 y en 1901 se convirtió en parroquia independiente.
Durante la guerra civil española el templo se convirtió en un importante enclave nacional al acoger la sede central del Cuartel General de las Brigadas Internacionales, quienes tuvieron en Albacete su centro de operaciones.

## Características
El edificio conserva una portada del siglo XVIII. En su interior destaca un retablo de origen churrigueresco, que se adorna con unas columnas de estilo salomónico, procedente del desaparecido convento de Justinianas de la Concepción, fundado en 1571, así como un ático semicircular. 
La iglesia está situada en la zona centro de la ciudad dentro del barrio Carretas-Huerta de Marzo de la capital albaceteña.